# Tennistoernooi van Brisbane 2015
Het tennistoernooi van Brisbane van 2015 werd van 4 tot en met 11 januari 2015 gespeeld op de hardcourtbuitenbanen van het Queensland Tennis Centre in Tennyson, een randgemeente van de Australische stad Brisbane. De officiële naam van het toernooi was Brisbane International.
Het toernooi bestond uit twee delen:
- WTA-toernooi van Brisbane 2015, het toernooi voor de vrouwen (4–10 januari)
- ATP-toernooi van Brisbane 2015, het toernooi voor de mannen (5–11 januari)

## Toernooikalender
| Brisbane          | januari 2015   | januari 2015 | januari 2015 | januari 2015 | januari 2015 | januari 2015 | januari 2015 | januari 2015 | januari 2015 |
| Brisbane          | zon 4          | maa 5        | din 6        | woe 7        | woe 7        | don 8        | vrĳ 9        | zat 10       | zon 11       |
| ----------------- | -------------- | ------------ | ------------ | ------------ | ------------ | ------------ | ------------ | ------------ | ------------ |
| vrouwenenkelspel  | 1e ronde       | 1e ronde     | 2e ronde     | 2e ronde     | 2e ronde     | kwartfinale  | halve finale | finale       |              |
| vrouwendubbelspel |                |              | 1e ronde     | 1e ronde     | 2e ronde     | 2e ronde     | halve finale | finale       |              |
| mannenenkelspel   | (kwalificatie) | 1e ronde     | 1e ronde     | 2e ronde     | 2e ronde     | 2e ronde     | kwartfinale  | halve finale | finale       |
| mannendubbelspel  |                | 1e ronde     | 1e ronde     | 2e ronde     | 2e ronde     | 2e ronde     | halve finale | halve finale | finale       |

ATP-toernooi van Brisbane – WTA-toernooi van Brisbane

2009 · 2010 · 2011 · 2012 · 2013 · 2014 · 2015 · 2016 · 2017 · 2018 · 2019 · 2020 · 2021–2023 · 2024 · 2025